# Taruko
Taruko is een bestuurslaag in het regentschap Payakumbuh van de provincie West-Sumatra, Indonesië. Taruko telt 838 inwoners (volkstelling 2010).